# Туманский, Алексей Константинович
Алексей Константинович Туманский (1895 год — 1972 год) — российский и советский военный лётчик, лётчик-испытатель 1-го класса. Брат С. К. Туманского.

## Биография
Из дворянского рода Туманских. Отец — Константин Николаевич Туманский — чиновник Акцизного управления, мать — Екатерина Алексеевна Щелкина — дочь крестьянина. В семье было много детей: дочь Мария (от первого брака отца), дочь Соня, сыновья Григорий, Алексей, Василий, Юрий, Сергей и Лев.
Алексей Константинович Туманский родился в 1895 году в Санкт-Петербурге, где в то время работал его отец. Зимой 1902 года отец внезапно скончался, мать воспитывала детей одна на небольшую пенсию. Учился А. К. Туманский в Минской мужской гимназии, с 1911 года — в Иркутской гимназии, с 1914 года — в Омской гимназии. Окончив её, он вернулся в Минск, к этому времени уже несколько месяцев шла Первая мировая война.

### Первая Мировая война
Осенью 1914 года А. К. Туманский поступил в Петербургский технологический институт, там он узнал, что набираются добровольцы из студентов в воздушный флот. Он подал заявление, и осенью 1915 года был зачислен лётчиком-охотником в 1-ю авиационную роту, вскоре был направлен на Петербургские офицерские теоретические авиационные курсы при Политехническом институте в Лесном. 
После окончания курсов был выпущен ефрейтором и направлен для дальнейшего обучения в Качинскую авиационную школу, окончил в 1916 году, получив звание военного лётчика и чин младшего унтер-офицера.

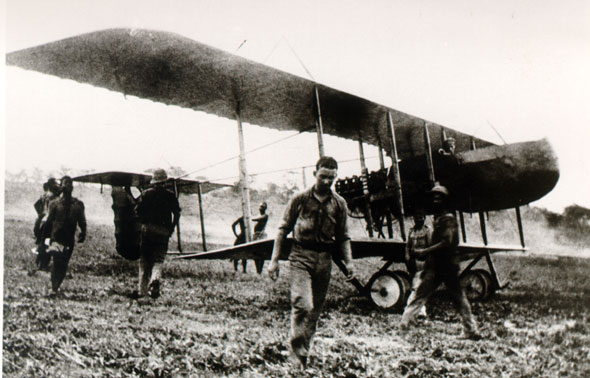
Самолёт «Морис-Фарман-40»

Сразу после выпуска, осенью 1916 года А. К. Туманский случайно встретил знакомого поручика И. И. Мигая который служил в 34-м корпусном авиаотряде (КАО). И. И. Мигай устроил назначение А. К. Туманского в этот авиаотряд (командир — Н. А. Яцук). В отряде А. К. Туманский был разведчиком, летал на самолёте «Морис-Фарман-40». Однажды, при фотографировании вражеских позиций самолёт попал под обстрел зенитной артиллерии и был поврежден, но А. К. Туманский посадил его на свой аэродром. За этот бой он был удостоен Георгиевского креста 4-й степени. Вскоре после Февральской революции он на таком же самолёте возвращался после фотографирования станции Войганы. За линией фронта он и лётчик-наблюдатель (лётнаб) Гончаров увидели немецкий самолёт «Альбатрос». В результате воздушного боя «Альбатрос» был сбит огнём Гончарова. За бой А. К. Туманский представлялся к очередному Георгиевскому кресту, но Н. А. Яцук представление отменил, заявив, что сбивать немцев — воинский долг наших летчиков и никакого подвига в этом нет.
Зимой 1916—1917 годов у А. К. Туманского было много боевых вылетов на фотографирование вражеских позиций, артиллерийскую корректировку и бомбометание. За удачное фотографирование Лиды А. К. Туманский был награждён Георгиевским крестом 3-й степени и произведён в старшие унтер-офицеры.
Весной 1917 года в 34-й КАО прибыли два истребителя «Ньюпорт» — для охраны разведывательных самолётов. А. К. Туманский, пройдя подготовку, получил право летать на истребителе, одновременно продолжая заниматься разведкой на других самолётах. За удачные налёты на ст. Лиду он получил Георгиевский крест 2-й степени.
Очередную победу он одержал во время Наступления Керенского — на самолете «Фарман-27» они с лётнабом Оптовцевым сбили немецкий самолёт «Таубе». Сам А. К. Туманский эту победу не считал, так как «Таубе» не был вооружён. За лётную работу в период этого наступления он был награждён Георгиевским крестом 1-й степени и произведён в прапорщики.

### Гражданская война
После Октябрьской революции в 34 КАО были избраны члены отрядного комитета, в котором А. К. Туманский возглавил техническую часть. В ноябре 1917 года он, по заданию ревкома корпуса, сформировал авиагруппу и присоединился к 1 Минскому Красногвардейскому отряду (Гомель) для борьбы с польскими легионерами генерала И. Р. Довбор-Мусницкого. Бои начались в январе 1918 года, авиагруппа поддерживала красногвардейцев с воздуха бомбовыми ударами и пулемётным огнём, при этом лётчикам приходилось снижаться до очень малых высот, чтобы различить угольники на рукавах польских легионеров (других различий в форме между ними и красногвардейцами не было).
Вскоре в боях у отряда закончился запас бомб, для решения этого вопроса А. К. Туманский был направлен в Петроград с письмом к В. И. Ленину. В беседе с В. И. Ленин интересовался положением на фронте, расспрашивал А. К. Туманского об имевшихся на фронте типах самолётов, их достоинствах и недостатках, спросил и о настроении фронтовиков, о том, как они приняли Октябрьскую революцию. Узнав, что перед ним офицер, Ленин сказал:

— Это очень хорошо, что вы сразу перешли на сторону Советской власти: нам нужны честные и преданные специалисты.— Туманский А. К. Полет сквозь годы.
На следующее утро бомбы и взрыватели был получены. Отряд продолжал борьбу с поляками, но вскоре у самолётов начали ломаться моторы. Для решения этого вопроса А. К. Туманский убыл в Москву, но пока он был там, отряд расформировали.
Весной 1918 года А. К. Туманский получил назначение в 1 Московский социалистический авиаотряд. В июне 1918 года отряд в полном составе вступил в РККА. Вскоре А. К. Туманский был по просьбе личного состава назначен начальником своего прежнего 34 КАО. Фактически отряд пришлось формировать заново и он был переименован в 1 Тамбовский авиаотряд (позднее в 5 разведывательный отряд). Осенью 1918 года отряд завершил формирование и был переброшен на Восточный фронт, где был подчинён командующему 28 Железной стрелковой дивизией В. М. Азину, одновременно выполнял задания штаба 2-й армии. Отряд вскоре включился в бои с войсками А. В. Колчака на направлении Сарапул — Красноуфимск. Лётчики вылетали по два-три раза в день. Зимой 1918—1919 годов 28 стрелковая дивизия вела бои с переменным успехом, отряд обеспечивал её поддержку с воздуха. В марте 1919 года началось наступление Колчака, вся 2 армия была вынуждена отступить до Вятки. Отряд Туманского вместе с 7 разведотрядом вошёл в состав новой авиагруппы под командованием К. М. Падосека.

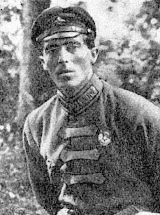
Красвоенлёт Алексей Константинович Туманский

В мае 1919 года началось контрнаступление РККА. Во время боев за Сарапул на «Ньюпорт-24бис» Туманский в воздушном бою сбил белогвардейский «Фарман-30». Наступление развивалось успешно, вскоре вся Кама до Перми была очищена от войск белогвардейцев, 28-я стрелковая дивизия вышла на подступы к Екатеринбургу. Туманский перешёл в 7 авиаотряд, который перебазировался в Дубровку, для участия в боях под Царицыным. Отряд выполнял задания по воздушной разведке и бомбометанию. В числе других лётчиков, Туманский на «Ньюпорте» регулярно вылетал на бомбёжку скоплений вражеских войск в Царицыне.
В октябре 1919 года отряд перебазировался в Водяное, откуда продолжал боевые вылеты, затем отступил в Камышин. Там Туманский заболел брюшным тифом и был эвакуирован в госпиталь, в Саратов (там К. М. Падосек вручил ему именной портсигар от РВСР за бои на Восточном фронте). После излечения Туманский поехал в Сарапул, повидать семью, где узнал о смерти жены, заразился сыпным тифом, второй раз вылечился с большим трудом и после выписки вступил в Дивизион Воздушных Кораблей (ДВК) в Сарапуле. Дивизион состоял из трёх самолётов «Илья Муромец», после переподготовки Туманский был назначен командиром корабля № 274 (тип Г-1, числился в 1 бойотряде за № 2 или как второй бойкорабль). В 1920 году воевал на Западном фронте, с 8 июля 1920 года базировался в Белыничи, в распоряжении штаба 16 армии.
С утра 9 июля 1920 года 1 бойотряд вылетел для выполнения боевого задания, но один самолёт заблудившись вернулся, другой по техническим причинам совершил вынужденную посадку, оставшийся 2 бойкорабль Туманского в одиночку разбомбил железнодорожную станцию в Бобруйске и стоявшие на ней эшелоны. Им было сброшено 11 пудов бомб, а также произведён обстрел из пулемётов. На обратный путь не хватило горючего, самолёт пришлось посадить в болоте, позднее его доставили на аэродром в разобранном виде. Вечером того же дня А. К. Туманский на 1 бойкорабле заболевшего лётчика  вылетел на бомбёжку ст. Осиповичи, там им было сброшено 11 пудов бомб и 1 пуд пропагандистской литературы.

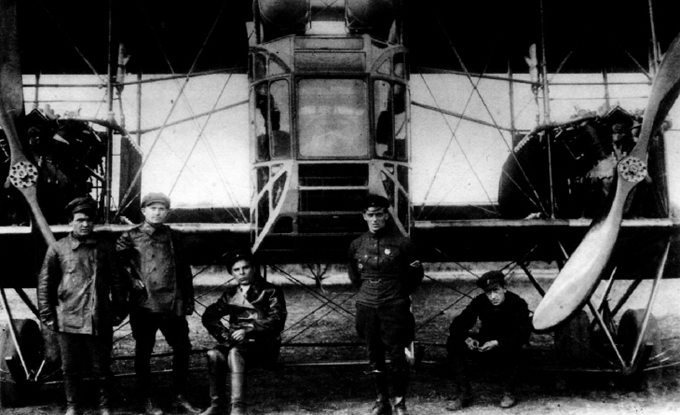
Экипаж 2-го бойкорабля (№ 280), в центре стоит А. К. Туманский. Сентябрь 1920 года

В июле 1920 года 2 бойкорабль перевозил бидоны с касторовым маслом для истребителей из Славного в Минск, по пути он попал в грозу и приземлился в поле у ст. Жодино. 28 июля 1920 года установилась лётная погода и Туманский решил вылететь в Минск, но самолёт разбился при взлёте — уже тяжело нагруженный самолёт после двухдневного дождя сильно намок и стал ещё тяжелее, что лётчиком не было учтено. При аварии никто серьёзно не пострадал, но самолёт восстановлению не подлежал. Туманского вскоре назначили на другой «муромец» № 280 (тип Г-3) — более скоростной, с хвостовым пулемётом (изначальный № 5 нового самолёта был изменён на традиционный для Туманского № 2).
В августе 1920 года 1 бойотряд, теперь в составе двух самолётов, был переведён на Южный фронт. В оперативном отношении отряд был подчинён 13-й армии и включён в состав Центральной авиагруппы И. У. Павлова, действовавшей в районе Северной Таврии. С начала сентября 1920 года «муромцы» базировались на аэродроме у Вознесенского.
8 сентября 1920 года Туманский вылетел на бомбардировку ст. Джанкой, с приказом на обратном пути разбомбить вражеский аэродром у ст. Фёдоровка. Отбомбившись над Джанкоем, «муромец» повернул на Фёдоровку, где с двух коротких заходов сбросил четыре пудовые и две зажигательные бомбы и уничтожил четыре из шести стоявших там «хэвилендов». За этот вылет А. К. Туманский был награждён орденом Красного Знамени лично командующим 13 армией И. П. Уборевичем.
14 сентября 1920 года в Фридриксфельде должен был состояться парад войск П. Н. Врангеля, чтобы сорвать его «муромец» Туманского сбросил на город 12 пудов бомб, 2 пуда специальных стрел и пуд пропагандистской литературы. По советским данным парад был сорван, но по воспоминаниям белогвардейского офицера Н. А. Раевского потери белогвардейцев были невелики и парад состоялся.
16 сентября 1920 года «муромцы» отряда вылетели на ст. Пришиб для уничтожения белогвардейского бронепоезда. На самолёте Туманского летел командир ДВК Ремезюк. Самолёты зашли на цель, бронепоезд активно отстреливался и, хотя получил серьёзные повреждения,  добить его помешал Ремезюк, испугавшись огромной пробоины в самолёте Туманского, он приказал возвращаться. 18 сентября 1920 года отряд получил приказ добить бронепоезд на ст. Пришиб, на бомбежку вылетели оба «муромца» и бронепоезд был выведен из строя. При возврате на свой аэродром над Александровском «муромцы» натолкнулись на пять белогвардейских бомбардировщиков «хэвиленд». Во время уникального боя между одномоторными и четырёхмоторным бомбардировщиками «хэвиленды» атаковали «муромец» Туманского, который сражался фактически в одиночку. Хвостовой стрелок израсходовал в этом бою 16 дисков для пулемёта «Льюис», ему удалось подбить один из вражеских самолётов, который с трудом дотянул до своих, вскоре улетели и остальные «хэвиленды». Самолёт Туманского получил 48 пробоин, был пробит масляный бак крайнего правого мотора, несмотря на это самолёт благополучно приземлился на свой аэродром.
К концу 1920 года оба «муромца» пришли в негодность, и командование вернуло отряд в Сарапул.

### Между войнами
После окончания Гражданской войны, в январе 1921 года Туманский был назначен командиром 2-го отряда ДВК, который в составе трех «муромцев» должен был обслуживать участок Москва — Тула — Орёл. К середине весны 1921 года отряд начал работу, он делал несколько полётов в неделю, перевозя фельдъегерскую почту и ответственных пассажиров.
В феврале 1922 года 2-й отряд был направлен в Бобруйск для борьбы с бандами. Тяжёлые бомбардировщики для такой работы не походили и в боях не участвовали, однако А. К. Туманский с бойцами авиаотряда вооружил приданную отряду легковую машину «Вандерер» тремя снятыми с «муромцев» пулемётами «Льюис», и оказал помощь красноармейцам в разоружении одной из банд. Из-за плохих условий хранения самолёты пришли в негодность, и отряд был расформирован.
А. К. Туманский получил назначение в отряд, входивший в состав ПВО Москвы. Впоследствии отряд был переименован в эскадрилью «Красная Москва».
В начале 1925 года часть отряда была направлена в Ташкент для усиления авиации Туркестанского фронта. Оба ташкентских авиаотряда были укомплектованы самолетами «эльфауге», и переоснащались самолётами «Юнкерс-21» и «Юнкерс-13». Лётчики подмосковного отряда переучивали ташкентских товарищей летать «юнкерсах», а также вместе с ними готовились к боям с басмачами. Весной 1925 года отряд Туманского перебазировался в Термез и включился в боевую работу. Лётчики вылетали на разведку и обстрелы скоплений басмачей.

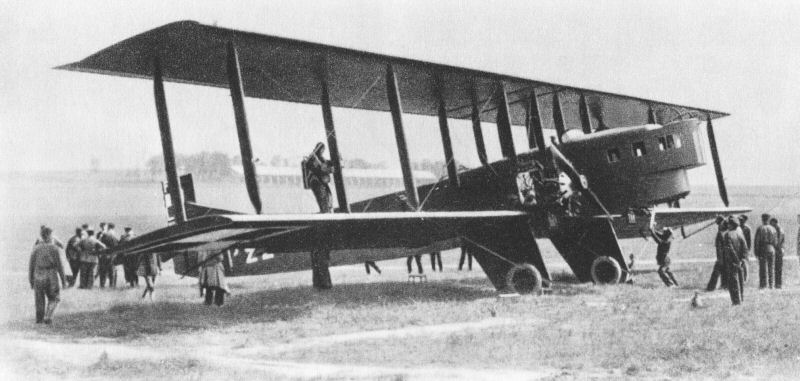
Самолёт «фарман-голиаф»

Осенью 1925 года А. К. Туманскому, как специалисту по «муромцам», приказали вернуться в Москву для формирования первой советской эскадрильи тяжелой авиации. Эскадрилья тяжелых кораблей начала формироваться в Москве, но вскоре её перевели в Гатчину. Во Франции были закуплены двухмоторные деревянные бипланы «фарман-голиаф». Они прибыли без всяких чертежей, схем, описаний и данных, собирать их пришлось, «на глазок». А. К. Туманскому было поручено испытание первых двух «голиафов». «Голиафы» сыграли большую роль в подготовке первых экипажей советской тяжелой авиации.
Зимой 1926 года А. К. Туманский был направлен для обучения на Курсы усовершенствования старшего комсостава (КУКС) в Ленинграде, окончив их, он вернулся в прежнюю часть и получил назначение в подразделение, оснащенное новыми советскими самолётами ЮГ-1. Вскоре эскадрилья приняла участие в крупных общевойсковых манёврах на юге СССР, ей был совершён групповой перелет над облачностью по маршруту Одесса — Киев — Витебск — Гатчина. Сложный маршрут был пройден с высокой штурманской точностью.
В 1927 году А. К. Туманский был направлен в Тегеран для работы линейным пилотом в германском акционерном обществе «Юнкерс». Фирма «Юнкерс» хотела создать круговую воздушную линию Берлин — Москва — Баку — Тегеран — Багдад — Каир — Рим — Париж — Берлин, для чего ей требовалось соединить трассой Тегеран и Баку. Советское правительство возражало против полетов немецких экипажей над районом Баку, поэтому фирма «Юнкерс» вынуждена была взять на службу советских летчика и бортмеханика для обслуживания линии Тегеран — Баку. Помимо обычной перевозки пассажиров, часто приходилось совершать заказные полеты по требуемым маршрутам. Выполняя один из таких полётов, Туманский первым в мире совершил дневной перелёт из Тегерана до Мешхеда (900 км) и обратно. В Персии Туманский заболел тяжелой формой тропической малярии, и вернулся в СССР.
По возвращении он получил назначение на Харьковский узел общества «Укрвоздухпуть» линейным пилотом 1-го класса, обслуживал линии Харьков — Москва и Харьков — Минеральные Воды — Пятигорск, затем был переведён на Московский узел, обслуживал линию Москва — Харьков.
Позднее А. К. Туманский стал испытателем на Московском авиационном заводе № 22 (Москва, Фили). Вместе с ним испытателями работали Я. Н. Моисеев и П. И. Лозовский.
За время работы лётчиком-испытателем перед войной А. К. Туманский испытал множество самолетов, в том числе Р-6, ТБ-1, ТБ-3, СБ и Пе-2.

### Великая Отечественная война
С налом Великой Отечественной войны А. К. Туманский попросил откомандировать его на фронт, но в штабе ВВС ему ответили:

— Дорогой Алексей Константинович! Да знаешь ли ты, что если тебя собьют и ты случайно живым попадешь к немцам в плен, то они посадят тебя, старика, в клетку и будут возить по всем своим городам как вещественное доказательство того, что у русских, мол, уже не осталось летчиков и что они вынуждены посылать в бой престарелых людей… А тебе ведь известно, что в летчиках у нас недостатка нет, хватало бы только самолетов. А чтобы строить боевых машин больше да лучше, твой опыт как раз и нужен на заводе…— Туманский А. К. Полет сквозь годы

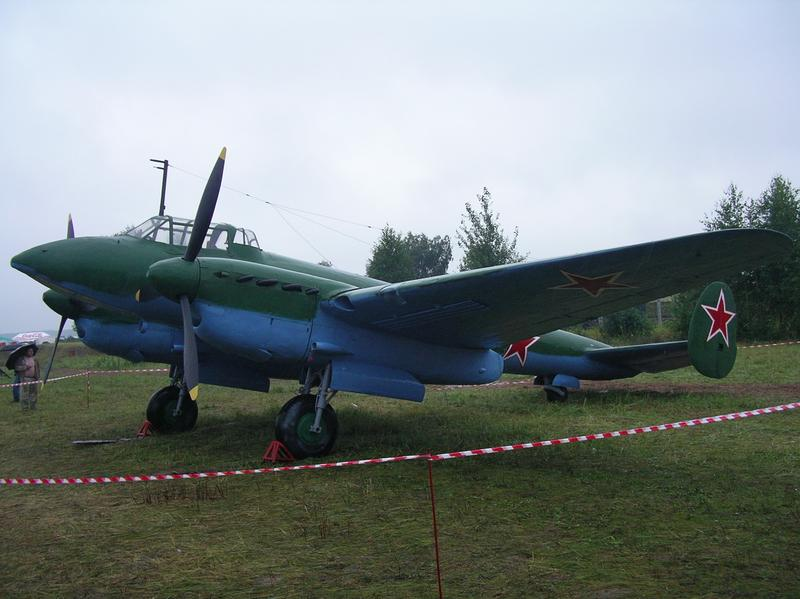
Самолёт Пе-2

Во время войны А. К. Туманский продолжал работать лётчиком-испытателем, в числе других лётчиков перегонял производимые заводом Пе-2 на фронт. В октябре — ноябре 1941 года завод эвакуировался в Казань, лётчики-испытатели разгружали заводской аэродром от задела самолётов, перегоняли ещё необлетанные Пе-2 на Казанские аэродромы. На базе эвакуированного завода в Москве возникли фронтовые ремонтные авиамастерские, по ходатайству начальника мастерских А. К. Туманский был откомандирован в его распоряжение, по служебным делам часто летал на Ли-2 из Москвы в Казань и обратно, затем вновь вернулся к работе испытателя на свой завод, испытывал Ил-4, затем Ту-2. В 1943 году был объявлен лучшим ударником завода. В 1944 году вступил в ВКП(б).

### После войны
После войны завод так и остался в Казани, вскоре А. К. Туманский перешёл лётчиком-испытателем и заместителем начальника по лётной части лётно-испытательной базы (ЛИБ) НИИ-17 (НИИ Министерства радиопромышленности СССР). Там он занимался испытаниями различного самолётного радиолокационного оборудования на тяжёлых самолётах.
Летом 1949 года ЛИБом был организован полёт для установления рекорда высотного ночного и массового парашютного прыжка, ответственным за полёт был назначен А. К. Туманский. Вся группа попала на специально отведенный для этой цели небольшой квадрат. Полет был зафиксирован как международный рекорд.
Осенью 1950 года Туманский вышел на пенсию, но продолжал летать в ЛИБе. Вскоре у Туманского начались проблемы с сердцем, он совершил свой последний прощальный полёт и вышел в отставку.
За 35 лет А. К. Туманский провел в небе более 10000 часов, налетал на 97 различных типах машин свыше двух миллионов километров, испытал более 3000 боевых самолетов.
Умер Алексей Константинович Туманский в 1972 году.

## Семья
Пять братьев А. К. Туманского во время Гражданской войны тоже служили в авиационных частях РККА, после войны занялись мирным трудом.
- брат — Туманский, Григорий Константинович — инженер-технолог завода «Большевик»;
- брат — Туманский, Василий Константинович — хирург, доктор медицинских наук, профессор мединститута;
- брат — Туманский, Юрий Константинович — занимал ответственный пост на одном из моторостроительных заводов;
- брат — Туманский, Сергей Константинович — доктор технических наук, Герой Социалистического Труда, лауреат Ленинской премии;
- брат — Туманский, Лев Константинович — подполковник в отставке.
- Первая жена — Гончарова, Валентина Ивановна — познакомились в во время Гражданской войны, в конце 1919 года умерла от сыпного тифа в Сарапуле, маленький сын заразился в яслях той же болезнью и умер на руках у отца.
- Вторая жена — Вера Ивановна.
- дочь — Галина (от Веры).

## Награды

### Российская империя
- Георгиевский крест — 1-й, 2-й, 3-й, 4-й степеней

### СССР
- Орден Ленина
- Орден Красного Знамени — 1921 (Приказ РВСР № 406)
- Орден Отечественной войны 1-й степени
- Именной портсигар от РВСР — 1919

другие награды

## Мемуары
- Туманский А. К. Полет сквозь годы. — М.: Воениздат, 1962.